# Calymenina
Die Calymenina bilden eine Unterordnung der Trilobiten-Ordnung Phacopida. Angehörige der Calymenina lassen sich zumindest vom Beginn des Ordovizium bis ins Mittlere Devon (von vor ca. 485,4 bis etwa 382,7 Millionen Jahren) nachweisen und erreichten weltweite Verbreitung.

## Äußere und innere Systematik
(nach Adrain, 2013)
Die Calymenina stellen, neben den Phacopina und den Cheirurina, eine der drei Unterordnungen der Ordnung Phacopida. Sie werden in drei bis fünf Familien unterteilt.
- Bathycheilidae Přibyl, 1953: (Unteres bis Mittleres Ordovizium) Eine kleine Gruppe mit nur acht bekannten Arten, die sich auf vier Gattungen verteilen. Die systematische Stellung innerhalb der Calymenina ist umstritten. Einige Autoren sehen darin eine eigenständige Familie,[2] andere werten die Gruppe dagegen als Unterfamilie der Calymenidae[3] oder integrieren die Pharostomatidae als Unterfamilie in die Bathycheilidae. Die Bathycheilidae unterscheiden sich von anderen Vertretern der Calymenina, insbesondere durch die Anzahl ihrer Thoraxsegmente (12 anstatt der üblichen 13) und stark verlängerte Wangenstacheln.
- Bavarillidae Sdzuy, 1957: (Oberstes Kambrium bis Unteres Ordovizium) Eine kleine monotypische Gruppe mit nur einer Gattung (Bavarilla) und drei bekannten Arten. Die Familie ist nur wenig erforscht und die Zuordnung zu den Calymenina ist unsicher. Ihr zeitliches Auftreten wird hier in Bezug auf das zeitliche Auftreten der Calymenina nicht weiter berücksichtigt. Für den Fall, dass sich die systematische Zuordnung der Bavarillidae zu den Calymenina bestätigen sollte, würde sich das zeitliche Auftreten Letzterer bis in das Oberste Kambrium zurück ausdehnen.
- Calymenidae Swinnerton, 1915: (Unteres Ordovizium (Floium) bis Mittleres Devon (Eifelium)) Die Hauptgruppe der Calymenina ist mit 33 Gattungen und 316 gültigen bekannten Spezies überaus artenreich. Vertreter der Familie treten weltweit in Erscheinung.
- Homalonotidae Chapman, 1890: (Unteres Ordovizium (Floium) bis Mittleres Devon (Givetium)) Die Familie umfasst 22 Gattungen mit insgesamt 171 gültigen Arten und scheint während des Großteils des Ordoviziums auf Gondwana beschränkt gewesen zu sein. Etwa ab dem Katium tritt sie dann weltweit in Erscheinung. Die Homalonotidae waren, neben den Calymenidae, die einzige Familie die Swinnerton 1915 ursprünglich in der Unterordnung der Calymenina vereinigt hatte.[1]
- Pharostomatidae Hupé, 1953: (Ordovizium) Diese Familie aus 8 Gattungen und insgesamt 49 bekannten Arten tritt nur im Ordovizium auf. Die Pharostomatidae unterscheiden sich von anderen Vertretern der Calymenina, insbesondere durch den ventral stacheligen Rand des Cephalons. Die Verortung innerhalb der Calymenina scheint jedoch auf robusten Grundlagen zu basieren.

Diese fünf Familien werden zuweilen auch in der Überfamilie der Calymenoidea zusammengefasst. Da die Unterordnung Calymenina jedoch, im Gegensatz etwa zur Unterordnung der Phacopina, nur eine Überfamilie enthält, sind Calymenina und Calymenoidea, abgesehen vom taxonomischen Rang, als weitgehend identisch anzusehen.

## Merkmale

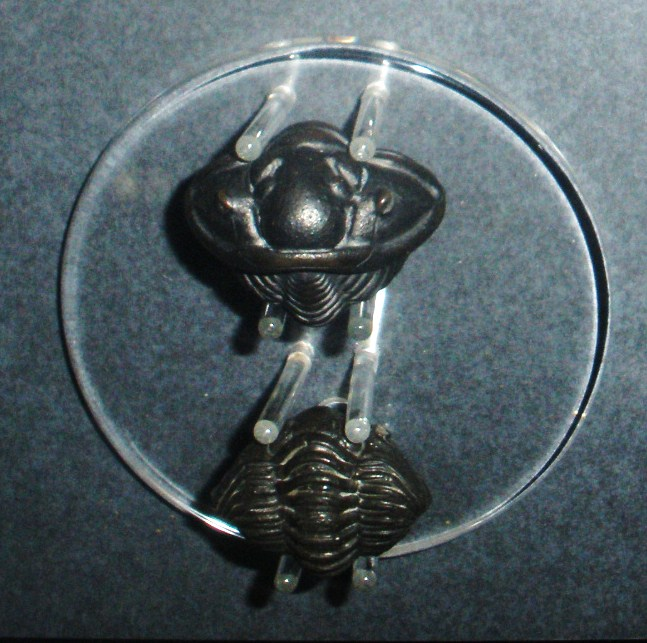
Calymene blumenbachii in eingerolltem Zustand als typischer Vertreter der Calymenidae innerhalb der Calymenina

Das Cephalon ist halbkreisförmig bis subtriangular mit zumeist gonatoparen, in wenigen Fällen auch opisthoparen (z. B. Bathycheilidae, einige primitive Vertreter der Homalonotidae) Gesichtsnähten und hat in der Regel kleine, holochroale Facettenaugen. Eine Rostral-Platte an der Unterseite des Cephalons ist vorhanden. Das Hypostom ist konterminant und in den meisten Fällen (Calymenidae, Homalonotidae) am hinteren Ende flach gegabelt. Die Glabella weist vier bis fünf laterale Loben auf und ist nach vorne verengt. Im Vergleich zu anderen Vertretern der Phacopida ist damit vor allem der vordere Bereich der Glabella nur wenig ausgeprägt. Der Thorax hat typischerweise dreizehn Segmente mit abgerundeten Pleurenenden; manchmal sind es auch elf oder zwölf Segmente. Das Pygidium ist halbrund bis dreieckig ohne Stacheln an den Rändern.

### Verdauungstrakt
In den Jahren 2015 und 2018 wurden fossil erhaltene Reste des Verdauungstraktes bei Prionocheilus vokovicensis (Bathycheilidae), Colpocoryphe bohemica (Calymenidae) und Flexicalymene pragensis (Calymenidae) beschrieben. In allen drei Fällen zeigte sich ein gleichartiger Aufbau mit einem zentralen, schlauchförmigen Verdauungskanal von dem unterhalb des Kopfschildes und der vorderen Thoraxsegmente sackartige, paarige Ausstülpungen (Divertikel) ausgehen.
Der Verdauungstrakt der Calymenina unterscheidet sich damit, soweit bekannt, signifikant von dem der verwandten Phacopina. Bei letzteren ist nur ein schlauchförmiger Verdauungskanal ohne paarige Divertikel, dafür jedoch mit einer kropfartigen Verdickung unmittelbar unter der Glabella des Kopfschildes vorhanden. Diese kropfartige Verdickung des Verdauungstraktes wird in Zusammenhang mit einer Serie von Muskelansatzstellen („frontal auxiliary impressions“; „FAIs“) an der Innenseite des Kopfschildes gesehen. FAIs sind bei den Calymenina unbekannt und die relativ flache, sich nach vorne verjüngende Glabella der Calymenina hätte für einen „Kropf“ in diesem Bereich auch kaum Platz geboten.

## Ontogenetische Entwicklung und paläogeographische Verbreitung

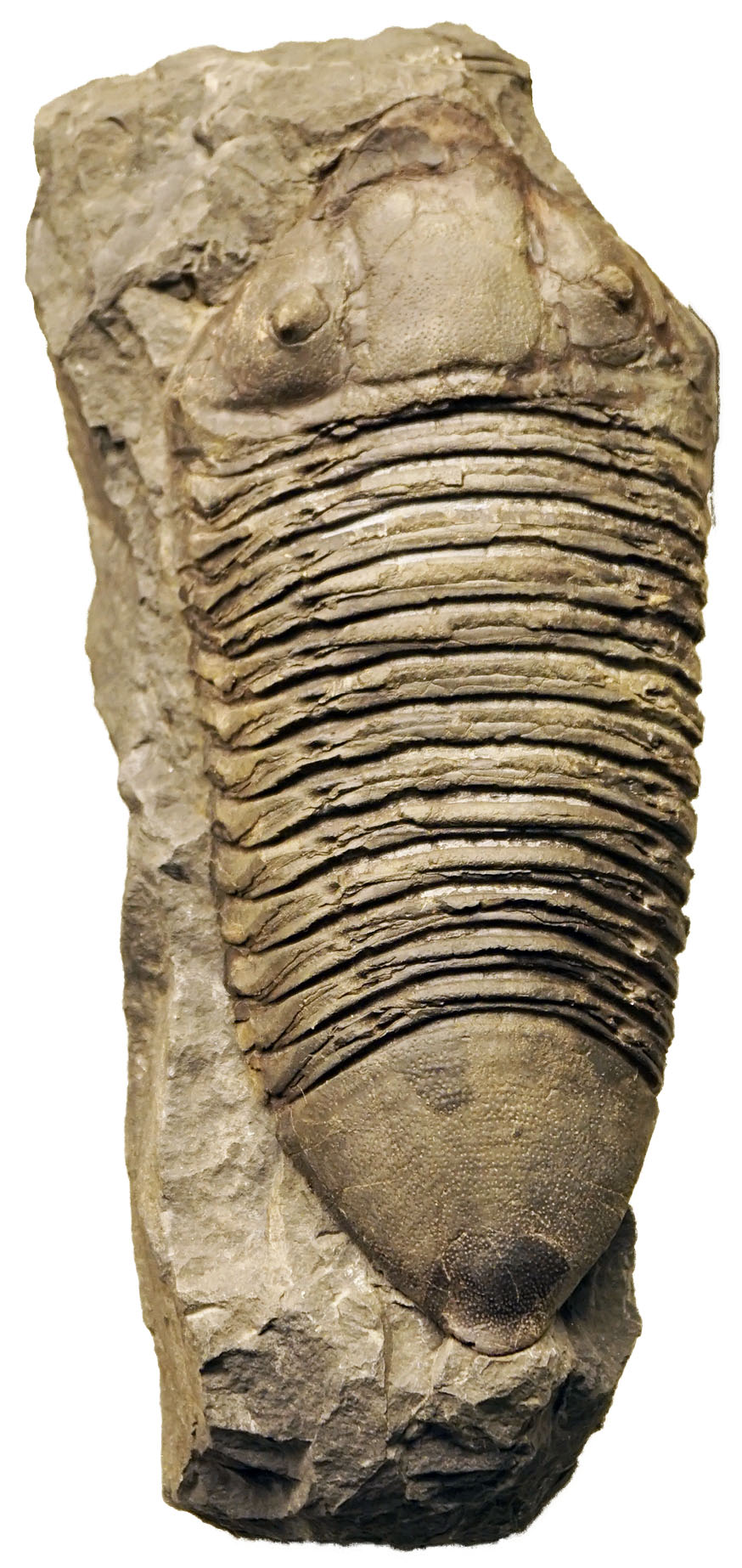
Dipleura dekayi als Vertreter der Homalonotidae innerhalb der Calymenina

Die einzelnen Larvenstadien der Calymenina zeigen, soweit bekannt, große Ähnlichkeit zu denen der Phacopina und der Cheirurina und bestätigen die Zugehörigkeit zur Ordnung der Phacopida.
Die Protaspis-Larven der Calymenina zeigen bis zu vier einzelne Entwicklungsstadien. Frühere Entwicklungsstadien, etwa in Form einer Phaselus-Larve im Sinne von Fortey und Morris sind von den Calymenina nicht bekannt.
Bei den Protaspis-Larven der Trilobiten werden allgemein zwei grundlegende morphologische Typen unterschieden:
- Nicht-adultähnliche Protaspis-Larven der Calymenina sind dickbauchig und annähernd abgerundet quadratisch im Umriss. Der Rückenpanzer weist nur eine relativ kleine, bauchseitige Öffnung auf, die großteils vom, in Relation, übergroßen Hypostom abgedeckt wird. Der Rückenpanzer trägt drei spitze, konische Stachelpaare die, vom Rand des Panzers ausgehend, ventrodistal (bauchwärts und vom Körperzentrum weg) abstehen. Das Hypostom weist ebenfalls einen Kranz aus insgesamt 9 Randstacheln auf. Die beiden Loben der Glabella werden durch eine sagittale Furche zweigeteilt. Für die nicht-adultähnlichen Protaspis-Larven wird in der Regel eine planktonische und planktotrophe Lebensweise angenommen.
- Adultähnliche Protaspis-Larven der Calymenina sind im Gegensatz dazu bauchseitig abgeflacht und der Rückenpanzer ist allgemein weniger stark gewölbt, als bei den nicht-adultähnliche Protaspis-Larven, so dass sich generell eine abgeflachte Körperform ergibt die mehr an die adulten Tiere erinnert. Sie tragen eine Vielzahl von mehr oder weniger horizontal abstehenden Randstacheln und ein verhältnismäßig kleines Hypostom. Eine sagittale Furche der Glabella ist nicht vorhanden. Für die adultähnlichen Protaspis-Larven der Calymenina wird eine benthische und entweder detritotrophe (detritusfessende) oder lecithotrophe (Ernährung über den ursprünglich im Ei mitgegebenen Dotter) Lebensweise angenommen.

Trotz aller Ähnlichkeiten zwischen den Protaspis-Larven der Calymenina gibt es signifikante Unterschiede in der Individualentwicklung der Calymenidae und der Homalonotidae. Bei Vertretern der Calymenidae sind bis zu vier Protaspis-Larvenstadien bekannt, die eine Metamorphose von frühen, nicht-adultähnlichen zu adultähnlichen Protaspis-Larven durchlaufen. Bei den Homalonotidae sind hingegen keine nicht-adultähnlichen Protaspis-Larven bekannt. Die adultähnlichen Protaspis-Larven sind im Vergleich zu denen der Calymenidae zwar ähnlich, jedoch ungewöhnlich groß. Die nicht-adultähnlichen Larvenstadien wurden entweder bereits während der Embryonalentwicklung durchlaufen oder sie bildeten kein fossil erhaltungsfähiges Exoskelett aus. Über die Ontogenese der drei anderen Familien ist kaum etwas bekannt.
Vertreter der Calymenidae waren, vor allem ab dem oberen Ordovizium, sowohl in wärmeren Gewässern niederer Paläobreiten, als auch in kühleren Regionen höherer Breiten vorhanden. Die paläogeographische Verbreitung der Homalonotidae konzentriert sich im Ordovizium hingegen hauptsächlich auf die kühleren Gewässer höherer Paläobreiten. Im Gegensatz zu den drei anderen Familien der Calymenina, die bereits während des Ordoviziums wieder ausstarben, überlebten sowohl die Calymenidae als auch die Homalonotidae die Anden-Sahara-Eiszeit (Mittleres Ordovizium bis Unterstes Silur mit Höhepunkt im Hirnantium, der obersten Stufe des Ordoviziums). Nach Ende dieser Eiszeit erreichten die Calymenidae rasch wieder weite Verbreitung, während die Homalonotidae bis zum Aussterben der gesamten Unterordnung bevorzugt in den kühleren Gewässern der malvinokaffrischen Provinz (Südamerika, Südafrika und Westantarktika) auftraten.
Diese beiden, auf den ersten Blick recht unterschiedlichen Befunde wurden von Chatterton und seinen Koautoren 1990 in direktem Zusammenhang gesehen. Das scheinbare Fehlen von planktonischen, nicht-adultähnlichen Protaspis-Larven und die relative Größe der benthischen adultähnlichen Protaspis-Larven bei den Homalonotidae wird im Sinne der Thorsonschen Regel (marine benthische Wirbellose in warmen Gewässern niederer Breiten produzieren bevorzugt eine hohe Anzahl an kleinen Eiern, aus denen planktotrophe Larven schlüpfen, während sie in den kälteren Gewässern höherer Breiten meist wenige, dafür aber größere Eier legen aus denen bereits weiter entwickelte und größere Larvenstadien schlüpfen) als Anpassung an ein Überleben in den kälteren Gewässern höherer Paläobreiten interpretiert.

## Spurenfossilien

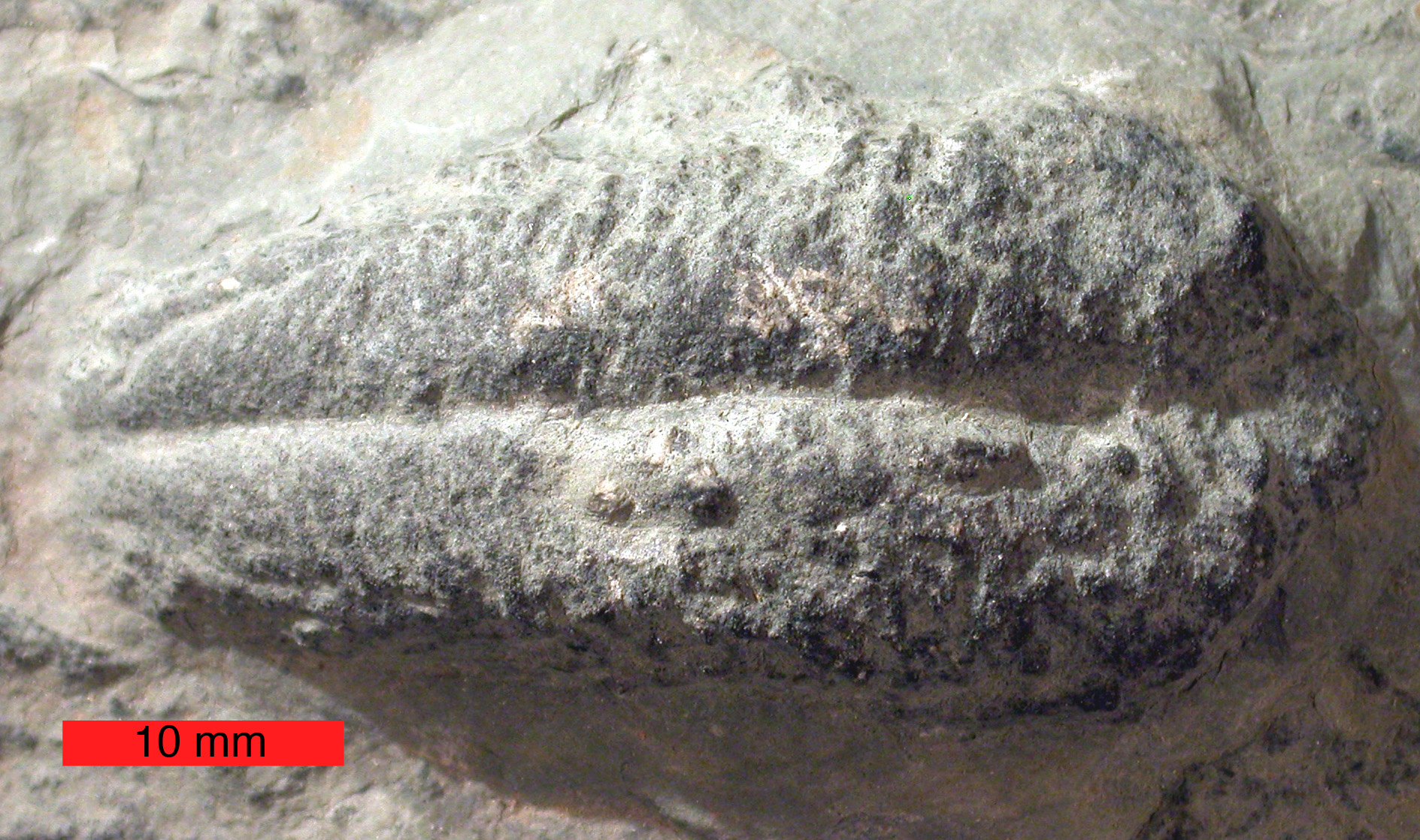
Spurenfossil der Gattung Rusophycus

Für Flexicalymene meeki (Calymenidae) und das Ichnotaxon Rusophycus pudicum liegt der seltene Fall vor, dass sich ein Spurenfossil direkt seinem Verursacher zuordnen lässt. Osgood und Drennen sehen ihre als „Typ 1“ bezeichnete Variante des Spurenfossils Rusophycus bilobatum aus dem Silur von New York in direktem Zusammenhang mit dem Homalonotiden Trimerus delphinocephalus und auch Rusophycus-ähnliche Spurenfossilien aus dem Unterdevon des Rheinischen Schiefergebirges werden mit Vertretern der Homalonotidae in Verbindung gebracht.

## Lebensweise
Für die Vertreter der Calymenina wird eine nektobenthische (nah am Meeresboden schwimmend) bis epibenthische (am Meeresboden auf dem Substrat) bzw. semi-epibenthische (teilweise im Substrat eingegraben) Lebensweise angenommen. Die Calymenidae bevorzugten dabei eher wärmere und flachere Meeresregionen, während die Homalonotidae eher in kälteren und/oder tieferen Meeresregionen anzutreffen waren.
Fortey und Owens gehen von einer Ernährungsweise als Räuber und/oder Aasfresser aus und beziehen sich dabei hauptsächlich auf das konterminante, gegabelte Hypostom und den Zusammenhang mit einigen Taxa der Rusophycus-Spurenfossilien, die häufig, wenn auch nicht immer, die Wohnbauten bodenlebender, wurmartiger Lebewesen abschneiden. Viele Rusophycus-Fossilien lassen sich allerdings auch als Spuren von Detritusfressern interpretieren und der Befund steht in einigem Widerspruch mit der Form des Verdauungstraktes, die ebenfalls eher auf Detritusfresser hinweist.